# 上田林道
上田林道（こうだりんどう）は、兵庫県南あわじ市にある林道である。

## 路線概要

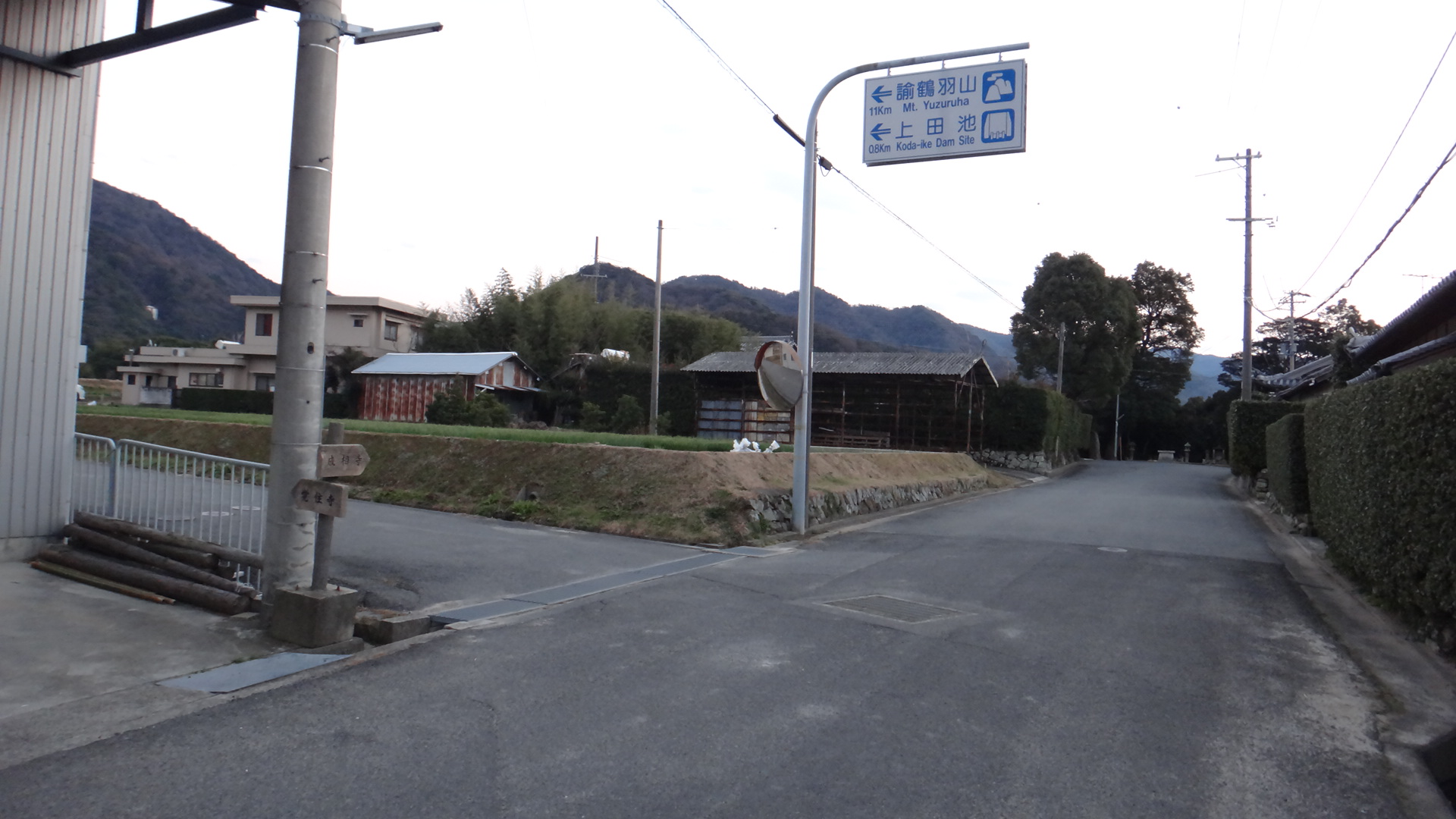
上田林道入り口。手前側が南あわじ市道立石社家線、奥側及び左側が同市道青木上田線。

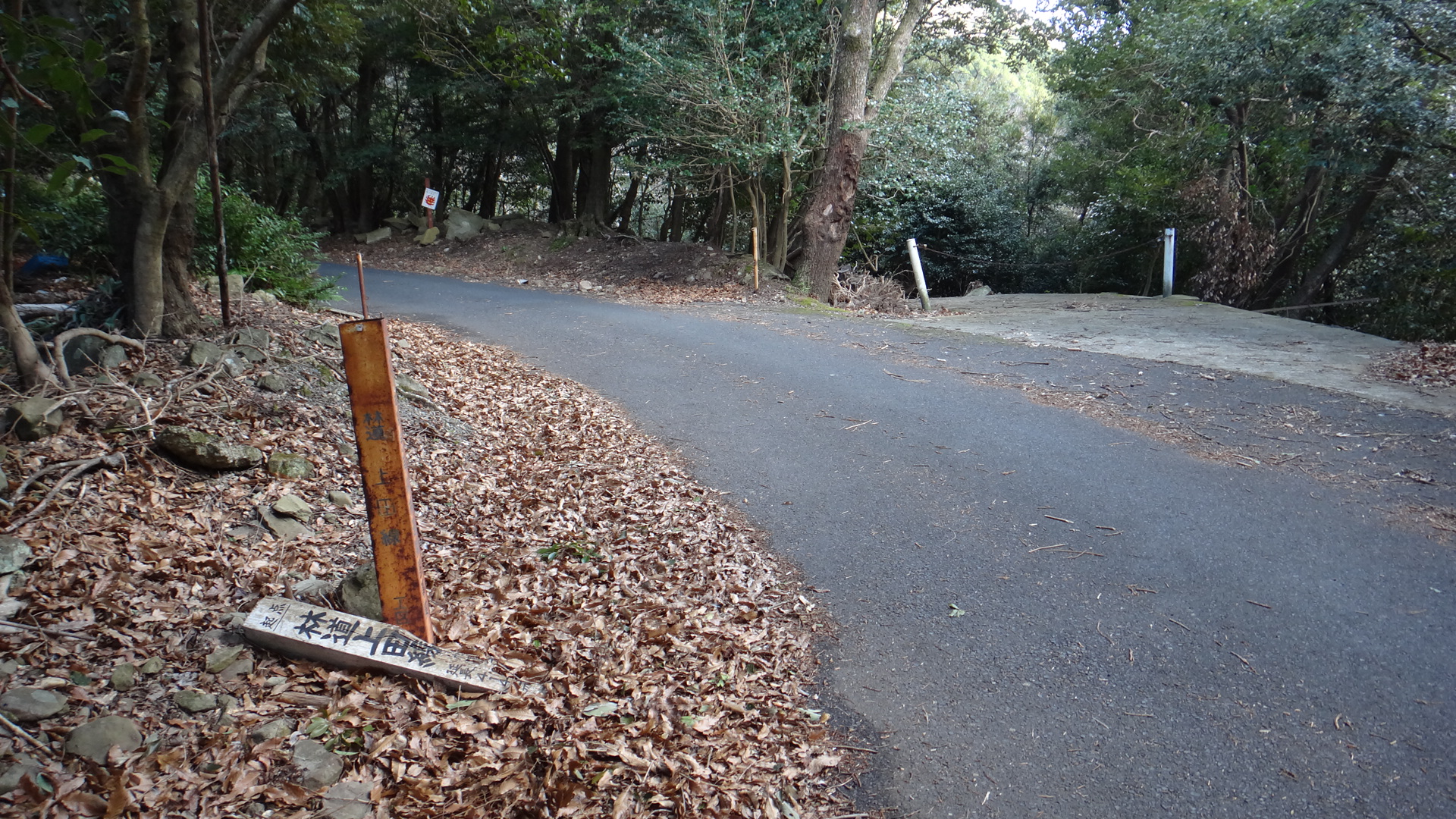
上田林道起点。起点挟んで奥側が上田林道、手前側が南あわじ市道神代2号線。

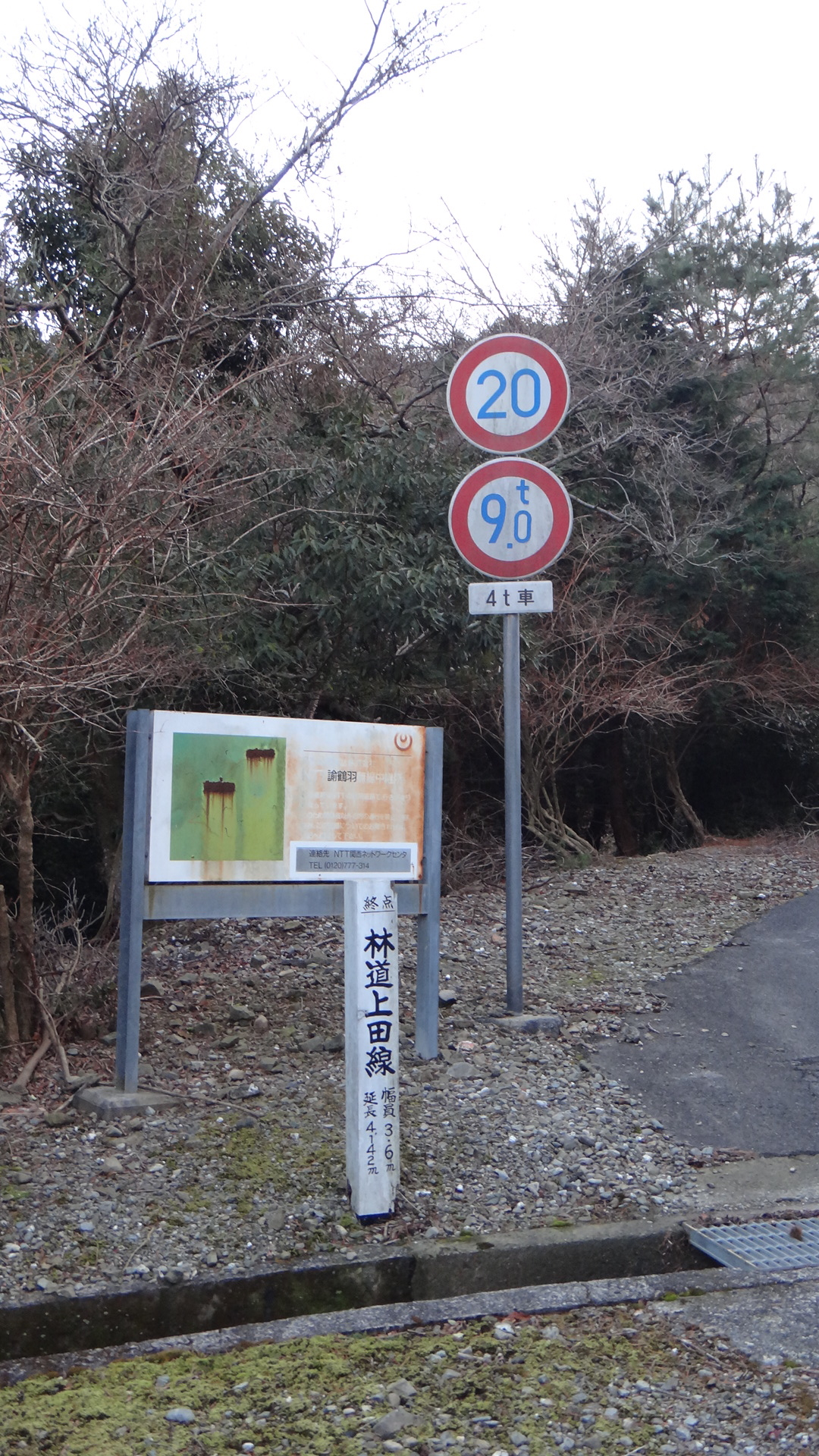
上田林道終点

- 起点 : 南あわじ市神代社家（（地図））
  - 林道への入り口（社家公会堂付近（地図））から起点は南あわじ市道（青木上田線及び神代2号線）。
- 終点 : 南あわじ市神代社家（（地図））
  - 終点から諭鶴羽山方面へは別の道路となり、南あわじ市神代浦壁・洲本土木事務所諭鶴羽中継局付近（地図）まで続いている。
- 延長 : 4142m（林道上田線としての延長、上田林道入り口から諭鶴羽山までを含めると約11km）
- 幅員：3.6m（林道上田線）
- 林業用途以外に兵庫県道535号灘市線の未開通区間の迂回路としての機能や尾根上の無線中継施設、諭鶴羽神社への自動車でのアクセス道路にもなっている。

## 道路状況

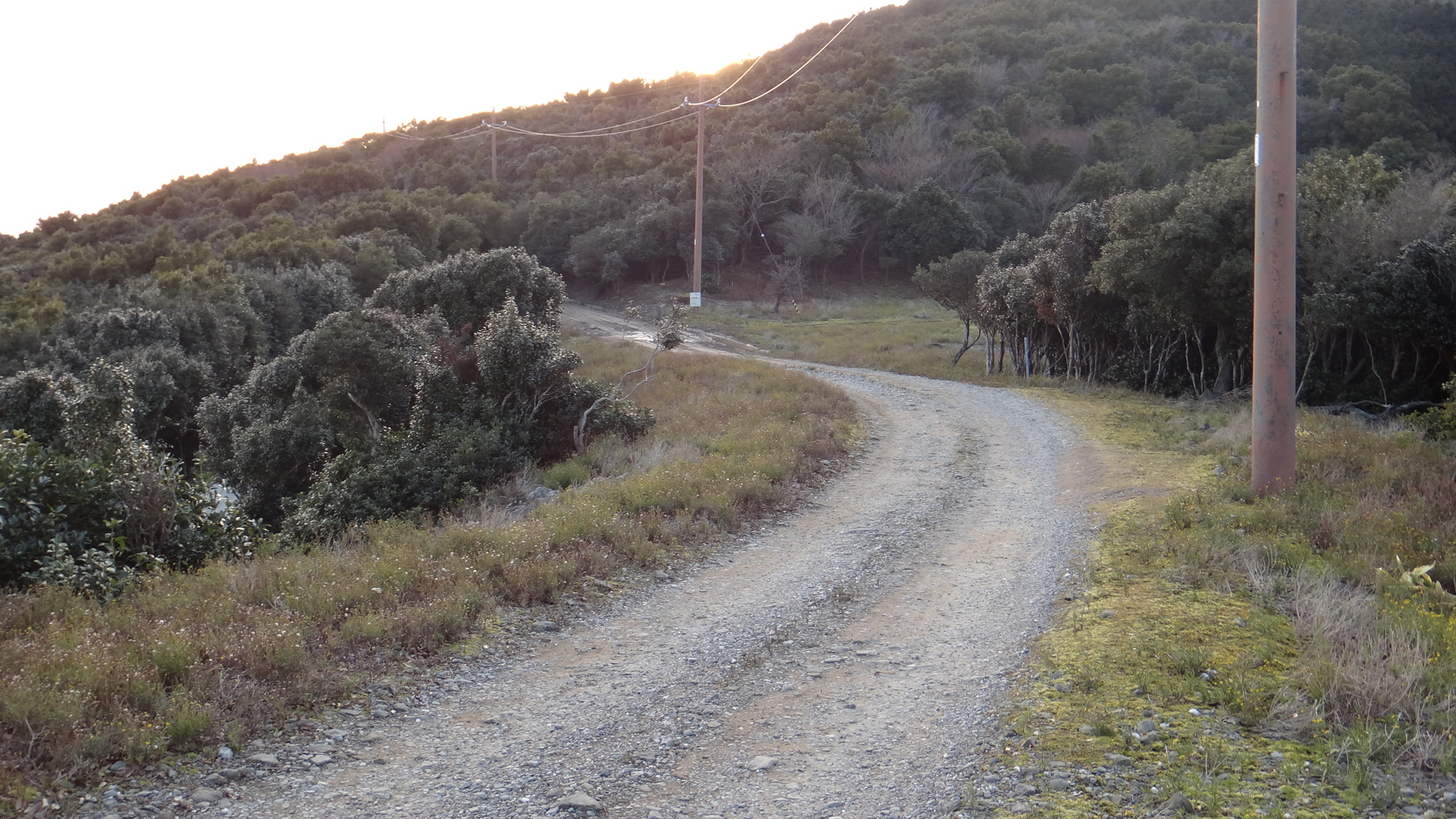
終点から諭鶴羽山方面の間にある未舗装区間

- 中型自動車（マイクロバスなど）以上が通行できず、それ以外の普通自動車でも車両が大きい程ぎりぎりの道幅で離合困難の狭隘道路でガードレールは少ない。
- 地質が風化の激しい砂岩・礫岩のため、道路上小石程度の落石もある。また上田林道終点から諭鶴羽山方面は未舗装区間があり、最低地上高が低い車は通行できない。
- 諭鶴羽山頂付近や終点の洲本土木事務所諭鶴羽中継局付近には駐車場が無い。山頂から400m下った諭鶴羽神社前に駐車場がある。
- 通行時は諭鶴羽神社アクセス（道路状況）・送迎のご案内を参考されたい。

## 沿線施設
- 上田池